# Fishtrap Indian Reserve 19
Fishtrap Indian Reserve 19 är ett reservat i Kanada.   Det ligger i provinsen British Columbia, i den sydvästra delen av landet, 3 600 km väster om huvudstaden Ottawa. Fishtrap Indian Reserve 19 ligger vid sjön Nimpo Lake.
I omgivningarna runt Fishtrap Indian Reserve 19 växer i huvudsak barrskog. Trakten runt Fishtrap Indian Reserve 19 är nära nog obefolkad, med mindre än två invånare per kvadratkilometer.